# Gusztáv Jány
Gusztáv Jány, madžarski general, * 1883, † 1947.